# Haltepunkt Port Lotniczy Szczecin Goleniów

Der Haltepunkt Port Lotniczy Szczecin Goleniów ist ein Flughafenbahnhof im Ort Glewice der polnischen Gemeinde Goleniów. Der Haltepunkt liegt am Ende einer etwa vier Kilometer langen Nebenstrecke (Linie 434) der Bahnstrecke Koszalin–Goleniów, auf der Regionalzüge von Szczecin Główny nach Kołobrzeg verkehren, welche Direktverbindungen für Passagiere zum internationalen Flughafen Stettin-Goleniów (polnisch Port Lotniczy Szczecin Goleniów) ermöglichen.

## Geschichte
Nach Quellenlage soll bereits ab 1985 eine Bahnstrecke zwischen dem Abzweig Mosty R301 zum Flughafen Stettin-Goleniów aus Richtung Nowogard bestanden haben.
Mit der Errichtung des Flughafenbahnhofes mit Personenverkehr wurde zusätzlich eine Verbindungskurve von Mosty R302 aus Richtung Goleniów erbaut, die am 6. September 2013 in Betrieb genommen wurde und auf der nach einer Streckenertüchtigung seit dem 8. Dezember 2014 die Züge mit 100 km/h verkehren können.
Der überdachte Bahnsteig befindet sich etwa 100 m vom Flughafen entfernt und ist durch einen direkten Zugang mit ihm verbunden.
Der Eröffnungszug fuhr 29. Mai 2013, der reguläre Zugbetrieb begann am 6. September 2013. Die Fahrzeit von Stettin beträgt etwa 45 Minuten und von Kołobrzeg 90 Minuten.
Auf der Strecke gibt es zwei Geschwindigkeitsbegrenzungen aufgrund eingeschränkter Sicht an Kreuzungen. Von den vier Bahnübergängen an der Strecke sind zwei durch dauerhaft geschlossene Tore gesichert, während zwei ungesichert sind.
Der Bau erfolgte im Rahmen des Umsetzung des Programmes Modernisierung der Regionalbahnlinie 402 Goleniów–Kołobrzeg mit dem Bau einer Verbindung zum Flughafen Stettin–Goleniów. Die Investitionsmittel in Höhe von 67 Mio. Złoty wurden von der Europäischen Union zur Verfügung gestellt.